# I spy i spy
「i spy i spy」（アイ スパイ アイ スパイ）は、SuperflyとJETのコラボレーションによる、Superfly×JET名義となるSuperflyの3枚目のシングル。

## 概要
2007年11月28日に発売された。配信限定で、CD発売の3週間前にあたる11月7日に1曲のみで先行配信された。初回プレス盤のみ紙ジャケット仕様。
SuperflyとJETのコラボレーションによる作品。これは、日産自動車『cube』のCMソングを歌う、「Cube Loves Music」の第3弾企画として実現したもの。なお、先代には絢香×コブクロ、ナナムジカ×のだめオーケストラがある。デビュー1年目の新人アーティストと人気バンドとのコラボレーションは、スポーツ報知紙上でも「格差100倍日豪コラボ」として報じられるほどであった（）。
この作品のみCUBE LOVES MUSICレーベルからのリリースとなる（発売・販売元は所属するワーナーミュージック・ジャパンから）。

## 収録曲
1. i spy i spy (3:39) 
  - 日産自動車『cube』CMソング

作詞・作曲：Chris Cester, Mark Wilson and Superfly
上記の通り、オーストラリアのロックバンドであるJETとのコラボレーションから実現した楽曲。もともとは越智も多保もかねてからJETのファンであり、ダメ元でコラボレーションのオファーをしたことがきっかけであるという。レコーディングは2007年10月上旬にシドニーにて3日間行われた。JETのパーカッション／バッキングボーカルであるクリス・セスターの、SuperflyでもJETでもない音楽を制作したいという提案により、事前にSuperfly側で制作された2曲のうち、後にシングルとして発表される「Hi-Five」の原曲をJET側でアレンジするという手法で曲が制作された。歌詞を、小悪魔的な女性が男性を誘惑しているような刺激的な内容をテーマとしたため、楽曲もそれに合わせて大幅にアレンジが加えられている。
2. i spy i spy instrumental (3:34)
初のインストゥルメンタル。CDのみの収録。

## 収録アルバム
i spy i spy
- 『Superfly』（#8）
- 『Superfly BEST』（#4・Disc1）

| CUBE LOVES MUSICキューブCMソング             |                              |                                          |
| 前作: ナナムジカ×のだめオーケストラ 「Sora」 | Superfly×JET 「i spy i spy」 | 次作: haru×daniel powter 「FIND MY WAY」 |